# Born into the 90's
Albums de R. Kelly et Public Announcement
12 Play
(1993)
Singles
1. She's Got That Vibe
Sortie : mars 1992
2. Honey Love
Sortie : mai 1992
3. Slow Dance
Sortie : août 1992
4. Dedicated
Sortie : février 1993

Born Into the 90's est le premier album du chanteur de R'n'B américain R. Kelly, réalisé avec son groupe Public Announcement, dont c’est le seul album en commun.
Réalisé en 1991 et sorti début 1992, ce disque contient 2 n°1 R&B US :  Honey Love et Slow Dance.
L’album a été certifié disque de platine (1 000 000) en juin 1992.
Les ventes mondiales sont estimées à 2 000 000.

## Charts
Aux États-Unis, Born Into The 90's est resté 62 semaines (dont 45 consécutives) classé au Billboard 200, de février 1992 à mi-avril 1993.
En France, il s'est classé 79e en 2001, soit 9 ans après sa date de sortie.
Au Royaume-Uni, il n'est resté qu'une seule semaine dans les charts britanniques.
| Classements / Pays (1992)        | Meilleure position |
| -------------------------------- | ------------------ |
| Billboard 200                    | 42                 |
| Billboard Top R&B/Hip-Hop Albums | 3                  |
| France                           | 79                 |
| UK Albums Chart                  | 67                 |
| Pays-Bas                         | 50                 |

## Liste des titres
| No  | Titre                                                 | Auteur/Compositeur                                                               | Durée |
| --- | ----------------------------------------------------- | -------------------------------------------------------------------------------- | ----- |
| 1.  | She's Loving Me                                       | R. Kelly, Tyrone Blatcher, Marshall Jefferson                                    | 3:38  |
| 2.  | She's Got That Vibe                                   | R. Kelly, Barry Hankerson                                                        | 4:37  |
| 3.  | Definition Of A Hotti                                 | R. Kelly                                                                         | 4:21  |
| 4.  | I Know What You Need                                  | R. Kelly                                                                         | 3:29  |
| 5.  | Keep It Street                                        | R. Kelly                                                                         | 3:57  |
| 6.  | Born Into The 90's                                    | R. Kelly, Karen Evans, Patrice Rushen                                            | 4:41  |
| 7.  | Slow Dance (Hey Mr. DJ)                               | R. Kelly, Tyrone Blatcher, Marshall Jefferson                                    | 5:03  |
| 8.  | Dedicated                                             | R. Kelly                                                                         | 4:40  |
| 9.  | Honey Love                                            | R. Kelly                                                                         | 5:04  |
| 10. | Hangin' Out                                           | R. Kelly                                                                         | 4:07  |
| 11. | Hey Love (Can I Have a Word) (Mr. Lee feat. R. Kelly) | R. Kelly, Morris Broadnax, Mr. Lee, Clarence Paul, Wayne Williams, Stevie Wonder | 3:19  |